# Chartres
Chartres je mesto in občina v osrednji francoski regiji Center, prefektura departmaja Eure-et-Loir. Leta 2012 je mesto imelo 38.889 prebivalcev, širše urbano območje pa 144.057 (2010).

## Geografija
Kraj leži v pokrajini Orléanais, na vzpetini na levem bregu reke Eure, 78 km severno od Orléansa, 96 km jugozahodno od Pariza.  Na jugovzhodu se razteza na plodno ravan Beauce, ki je "žitnica Francije", za katerega je mesto trgovsko središče.

## Uprava
Chartres je sedež treh kantonov:
- Kanton Chartres 1 (del občine Chartres, občine Berchères-Saint-Germain, Briconville, Challet, Champhol, Clévilliers, Coltainville, Fresnay-le-Gilmert, Gasville-Oisème, Jouy, Poisvilliers, Saint-Prest:
- Kanton Chartres 2 (del občine Chartres, občine Berchères-les-Pierres, La Bourdinière-Saint-Loup, Corancez, Le Coudray, Dammarie, Fresnay-le-Comte, Gellainville, Mignières, Morancez, Nogent-le-Phaye,  Prunay-le-Gillon, Sours),Thivars, Ver-lès-Chartres),
- Kanton Chartres 3 (del občine Chartres, občine Bailleau-l'Évêque, Lèves,Mainvilliers, Saint-Aubin-des-Bois

Mesto je prav tako sedež okrožja, v katerega so poleg njegovih treh vključeni še kantoni Auneau, Courville-sur-Eure, Illiers-Combray, Janville, Lucé, Maintenon, Mainvilliers in Voves s 194.340 prebivalci.

## Zgodovina
Chartres je bil eno glavnih mest galskega plemena Carnutes, v rimskem času imenovan Autricum, po reki Eure (Autura), kasneje Carnutum. Med normanskimi vpadi na ozemlje je bil leta 858 požgan, v letu 911 pa se jih je uspešno ubranil. 
V srednjem veku je bil glavno mesto pokrajine Beauce, svoje ime pa je dal grofiji, ki so jo imeli v lasti grofje iz Bloisa, kasneje hiša Chatillon, katere član jo je leta 1286 prodal francoski kroni. Med stoletno vojno, v letih 1417-1432, je bila v rokah Angležev. V letu 1528 je bila pod Francem I. povzdignjena v vojvodstvo. Med verskimi vojnami 1568 so jo poskušali neuspešno zasesti protestantje. V letu 1591 je Chartres zavzel Henrik IV., kjer se je dal tri leta zatem okronati. 
Po obdobju vladavine Ludvika XIV. je naziv vojvoda Chartresa postal deden v družini Orléans.
V francosko-pruski vojni so 2. oktobra 1870 mesto zasedli Nemci in od tu nadaljevali vojaške aktivnosti.
Mesto je utrpelo veliko škodo zaradi bombardiranja med drugo svetovno vojno, vendar je bilo stolnici v Chartresu prizaneseno, saj ameriški vojaški častnik polkovnik Welborne Barton Griffith mlajši ni hotel izpolniti ukaza, da jo uniči. 
Zavezniki so pozneje osvobodili območje. Polkovnik Griffith je bil ubit v akciji na 16. avgusta 1944 v mestu Leves, v bližini Chartresa. 
Chartres je bil osvobojen 18. avgusta 1944. Osvobodila ga je 5. pehotna enota ZDA in 7. oklepna divizija, ki je spadala v XX. korpus 3. US Army, ki ji je poveljeval general George S. Patton.

## Zanimivosti
- Chartres je najbolj poznan po Notredamski stolnici ((francosko: Cathédrale Notre-Dame de Chartres)), eni najlepših gotskih stolnic v Franciji. Njena zgodovinska in kulturna vrednost je bila priznana z njeno vključitvijo na UNESCO-v seznam svetovne kulturne dediščine leta 1979.[6], prav tako pa je od leta 1862 na seznamu francoske zgodovinske dediščine. Njena gradnja se je začela leta 1205, po uničenju stare stolnice. Gradnja je trajala 66 let;
- Samostanska cerkev St.Pierre datira iz 13. stoletja, vsebuje poleg nekaj lepih vitrajev, dvanajst upodobitev apostolov v sklenini, ki jih je ustvaril okoli 1547 Leonard Limosin.
- Od drugih cerkva v Chartresu je treba omeniti tudi St Aignan (13., 16. in 17. stoletja) in St Martin-au-Val (12. stoletje).

Okoliška mesta so financirala vitraje. Ni znano, kako je nastala modra barva stekla, ki je ni bilo mogoče ponoviti.

### Muzeji
- Musée des Beaux-Arts, likovni muzej (ki se nahaja v bližini stolnice) v nekdanji škofovski palači.
- Le Grenier de l'Histoire Musée, muzej specializiran za vojaške uniforme in Accoutrements.
- Le Centre International du Vitrail, delavnica, muzej in kulturni center posvečen umetnosti vitrajev.
- Muséum de sciences naturelles et de la préhistoire, naravoslovni in prazgodovinski muzej
- Conservatoire du Machinisme et des Pratiques Agricoles, kmetijski muzej

### Drugo
Reko Eure, ki se tukaj razdeli v tri veje, prečka več mostov, nekateri od njih so stari. Nekaj je ostankov starih utrdb, od katerih je najpopolnejši primerek Porte Guillaume (14. stoletje), vhod obdajata stolpa. Strme, ozke ulice starega mesta so kontrast širokim bulvarjem, ki mesto obkrožajo in ga ločujejo od predmestja. Cbs St Jean, prijeten park, leži na severozahodu, številni so trgi in odprti prostori.
Hotel de ville, stavba iz 17. stoletja, vsebuje muzej in knjižnico, zanimivi so še starejši hotel de ville iz 13. stoletja in nekaj srednjeveških in renesančnih hiš. Tukaj je tudi kip generala F.S. Marceau-Desgraviersa (rojen 1769), rojen v mestu.
La Maison Picassiette je hiša urejena znotraj in zunaj z mozaiki iz lomljenih črepinj keramike in porcelana. 

## Romanja
Chartres je bilo mesto krščanskega romanja od srednjega veka dalje. Pesnik Charles Péguy (1873-1914) je oživil romarsko pot med Parizom in Chartresom pred prvo svetovno vojno. Po vojni so nekateri študentje v njegov spomin opravljali romanje. Od leta 1980, društvo Notre-Dame de Chrétienté , s podružnicami v Versaillesu, letno organizira 100 km dolg pohod po romarski poti od stolnice Notre-Dame de Paris do stolnice Notre-Dame de Chartres. Vsako leto sodeluje okoli 15.000 romarjev, večinoma mladih družin iz vse Francije.

## Pomembne osebe
Chartres je rojstni kraj med drugimi:
- Fulcher of Chartres (rojen okoli 1059 v ali blizu Chartresa), kronist prve križarske vojne
- Philippe Desportes (1546–1606), pesnik
- Mathurin Régnier (1573–1613), satirik
- André Félibien (1619–1695), arhitekt in zgodovinar
- Pierre Nicole (1625–1695), janzenist teolog
- Philippe de Dangeau (1638–1720), oficir in član Académie française
- Antoine François Desrues (1744–1777), zastrupljevalec
- Jacques Pierre Brissot (1754–1793), vodilni član gibanja Girondistov (francoska revolucija)
- Jérôme Pétion de Villeneuve (1756–1794), pisatelj in politik
- François Séverin Marceau-Desgraviers (1769–1796), general
- Achille Guénée (1809–1880),sodnik in entomologist
- Pierre-Jules Hetzel (1814–1886), editor in publicist
- Jacqueline de Romilly (born 1913), filolog

## Pobratena mesta
- Ravenna, Italija (od 1957)
- Speyer, Nemčija (od 1959)
- Chichester, Velika Britanija (od 1959)[8]
- Betlehem, Palestina (od 1995)[9][10]
- Évora, Portugalska (od 2003)
- Cusco, Peru (od 1989)[11]
- Sakurai, Nara, Japonska (od 1989)

## Galerija
- Železniška postaja Chartres
- Gravura Chartresa iz 17. stoletja
- Stolnica
- Kipi apostolov in svetnikov
- Staro mesto – reka Eure
- Predalčne lesene hiše v starem mestu
- Hrib St. François
- Razgled iz stolnice
- Obrežje reke Eure